# Pingree (Dakota del Norte)
Pingree es una ciudad ubicada en el condado de Stutsman en el estado estadounidense de Dakota del Norte. En el censo de 2010 tenía una población de 60 habitantes y una densidad poblacional de 125,9 personas por km².

## Geografía
Pingree se encuentra ubicada en las coordenadas 47°9′50″N 98°54′32″O / 47.16389, -98.90889. Según la Oficina del Censo de los Estados Unidos, Pingree tiene una superficie total de 0.48 km², de la cual 0.48 km² corresponden a tierra firme y (0%) 0 km² es agua.

## Demografía
Según el censo de 2010, había 60 personas residiendo en Pingree. La densidad de población era de 125,9 hab./km². De los 60 habitantes, Pingree estaba compuesto por el 98.33% blancos, el 0% eran afroamericanos, el 0% eran amerindios, el 0% eran asiáticos, el 0% eran isleños del Pacífico, el 0% eran de otras razas y el 1.67% pertenecían a dos o más razas. Del total de la población el 5% eran hispanos o latinos de cualquier raza.